# 4060 Deipylos
4060 Deipylos (1987 YT1) là một Trojan của Sao Mộc được phát hiện ngày 17 tháng 12 năm 1987 bởi E.W. Elst và G. Pizarro ở La Silla.